# 23761 Yangliqing
23761 Yangliqing è un asteroide della fascia principale. Scoperto nel 1998, presenta un'orbita caratterizzata da un semiasse maggiore pari a 2,3305772 UA e da un'eccentricità di 0,0527174, inclinata di 6,99263° rispetto all'eclittica.